# Anderson Andrade
Anderson Andrade Antunes (ur. 15 listopada 1981) – brazylijski piłkarz występujący na pozycji napastnika.

## Kariera piłkarska
Od 2005 do występował w Grêmio Barueri, Mito HollyHock, Sagan Tosu, Shimizu S-Pulse, Yokohama FC, Rio Branco Andradas, Zamalek, Brujas, Daegu FC, Barrio Mexico, Valletta, Herediano, Alajuelense, Deportivo Mictlán i Roasso Kumamoto.